# سرخیو خوسته
سرخیو خوسته (انگلیسی: Sergio Juste؛ زادهٔ ۱۲ ژانویهٔ ۱۹۹۲) بازیکن فوتبال اهل اسپانیا است.
از باشگاه‌هایی که در آن بازی کرده‌است می‌توان به باشگاه خیمناستیک تاراگونا، باشگاه فوتبال بارسلونا بی، و باشگاه فوتبال بارسلونا اشاره کرد.
وی همچنین در تیم ملی فوتبال کاتالونیا بازی کرده‌است.